# Litera (Plattenlabel)
Litera (auch LITERA geschrieben) war ein DDR-Schallplattenlabel und gehörte zum VEB Deutsche Schallplatten.
Das Label entstand um 1963 aus einer Bestellnummerreihe des Labels Eterna, die für Arbeiterlieder, politische Lieder und Märsche, aber auch Sprechplatten vorgesehen war. 
Bei Litera wurden Sprechaufnahmen (vor allem Sprechplatten) folgender Genres produziert:
- Literatur
- Jugend- und Kinderliteratur, Märchen als Hörspiel
- Dramatik
- Kabarett
- Dokumentationen

Litera verschwand im Herbst 1990 durch den Verkauf des zu dieser Zeit schon in Deutsche Schallplatten GmbH (VEB Deutsche Schallplatten) umbenannten Betriebes. Als Unterlabel ist es vereinzelt noch auf Tonträgern – zum Teil auch als Litera junior – zu finden. Dabei handelt es sich meist um CD-Ausgaben alter Litera-Aufnahmen.